# サイモン・B・バックナー
サイモン・ボリバー・バックナー・シニア（英: Simon Bolivar Buckner, Sr.、1823年4月1日-1914年1月8日）は、アメリカ陸軍の職業軍人であり、南北戦争の時は南軍の将軍として従軍し、1862年のドネルソン砦の戦いでユリシーズ・グラントの有名な「無条件降伏」要求に屈服した士官である。後にケンタッキー州知事となり、1896年アメリカ合衆国大統領選挙では国民民主党（あるいは「ゴールド民主党」）で副大統領候補の指名を得たが当選は果たさなかった。

## 初期の経歴
バックナーはケンタッキー州ハート郡マンフォードビルの「グレン・リリー」荘園で生まれた。名前はシモン・ボリバルにちなむ。1844年にウェストポイントの陸軍士官学校を卒業し、第2アメリカ歩兵連隊の名誉少尉に任官された。その後ウェストポイントに地理学、史学および倫理学の助教授として戻った。米墨戦争のとき、連隊の補給係将校を務めた。チュルブスコの戦いで負傷し、コントレラスの戦いとチュルブスコの戦いの功績で中尉に、モリノ・デル・レイの戦いでの功績で大尉にそれぞれ名誉昇進した。
米墨戦争後、ウェストポイントで歩兵戦術について教官補を務め（1848年-1850年）、その後辺境任務、徴兵任務および兵站部に就いた。1854年、ウェストポイントとメキシコでの旧友であるユリシーズ・グラント大尉が陸軍から除隊し家に帰る金が無かったので支援した。バックナー自身も1855年3月に除隊し、イリノイ州に移って、シカゴの家の資産を運用し成功した。イリノイ州民兵隊では当初少佐で、1857年には大佐と総務部長として仕えた。1858年にケンタッキー州に移り、ケンタッキー州民兵隊では大佐の任官を受けた。

## 南北戦争
南北戦争が勃発したとき、バックナーはケンタッキー州民兵隊の少将で指揮官だった。ケンタッキー州は北軍と南軍の支持で分裂しており、議会は北軍派、州知事は南軍派だった。このためにケンタッキー州は交戦する両軍の間で公式に中立を宣言した。民兵隊を支配する州当局は脱退主義者を支援するものと考えられ、その武器を保管するよう命じた。バックナーは1861年7月20日に辞任した。南軍のレオニダス・ポーク将軍がケンタッキー州コロンバスを占領し、実質的にケンタッキー州の中立を犯した後で、バックナーは1861年9月14日に南軍の准将として任官した。州民兵隊の正式な指揮官をしていたときの部下の多くが付き従った。バックナーはボウリング・グリーンに駐屯するウィリアム・J・ハーディ将軍の中央ケンタッキー軍の師団指揮官となった。

### ドネルソン砦
1862年2月、このとき北軍の准将になっていたユリシーズ・グラントがテネシー川側のヘンリー砦を占領した後で、グラントはカンバーランド川沿いのドネルソン砦に目を付けた。西部戦線における南軍の司令官アルバート・ジョンストン将軍は、ドネルソン砦を守る准将達の一人としてバックナーを派遣した。全体の指揮官は政治的影響力があるが軍事的には素人のジョン・ブキャナン・フロイドだった。同僚としてはギデオン・J・ピローとブッシュロッド・ジョンソンがいた。バックナーの師団は砦とドーバーの小さな町を取り巻く南軍の塹壕線の右翼を守った。2月14日、南軍の将軍達はこのままでは砦を守りきれないと考え、そのときナッシュビルにいるジョンストン軍と合流することを期待して突破行の作戦を立てた。翌朝夜明けにピローがグラント軍右翼に強力な攻撃を掛け、1ないし2マイル (1.6 km - 3.2 km)も押し込んだ。バックナーはその軍隊のチャンスに自信が持てず、ピローとは職業上の折り合いも悪かったので、2時間以上もピロー隊への支援攻撃を控えさせ、このためにグラント軍は援軍を寄せてその前線を立て直す時間が取れた。幸いなことにバックナーの遅れは、南軍が包囲されている砦から逃げ出すための活路を開くことを妨げなかった。しかし、このときに、フロイドとピローはその部隊を元の塹壕線に戻す命令を出すことでこの日の苦労を台無しにした。
その夜遅く、将軍達は作戦会議を開き、フロイドとピローはその日の働きに満足を表明したが、バックナーは現実に砦を守るチャンスも無ければ、確実に補強されているグラント軍から逃げ出す可能性もないことを分からせた。バックナーの敗北主義的感覚が会議を支配した。フロイド将軍は北部に捕まった場合に反逆罪で裁判に掛けられることを心配しており、バックナーに降伏の前にバージニアからの2個連隊を連れて脱出する時間を貰えるよう保障を求めた。バックナーが同意し、フロイドは指揮権を部下のピローに渡した。ピローは即座に辞退し、指揮権をバックナーに回し、バックナーが後に残り降伏することに同意した。ピローとフロイドは脱出に成功し、また騎兵隊指揮官のネイサン・ベッドフォード・フォレスト大佐も脱出した。翌朝、バックナーは北軍に使者を送り休戦と降伏条件を決めるための代表会議の設定を求めた。バックナーはグラントが困っている時に親切にも援助したことを覚えておれば、グラントが寛大な条件を提示するものと期待していた。しかし、グラントはその旧友に何の同情も示さず、その回答には「無条件で即座の降伏以外如何なる条件も認められない。即座に砦を明け渡すことを提案する。」という有名な文句が入っていた。バックナーは選択肢が無かったが、次のように答えた。
貴下、私の指揮下にある軍隊の配置について予測していなかった指揮官の変動が起こり、貴方の指揮する圧倒的な軍隊のために、昨日の南軍の輝かしい成功にも拘らず、貴方の提案する狭量で非騎士道的な条件を飲まざるを得ない。
グラントは降伏した後のバックナーには寛大であり、今後予想される捕囚の間の面倒を見る金を貸すと提案したが、バックナーが辞退した。降伏はバックナー自身にとって恥辱だったが、南軍にとっても12,000名の兵士と装備を失う戦略的敗北となり、カンバーランド川の支配を失った結果、ナッシュビルまで明け渡した。バックナーはボストンのウォーレン砦で戦争捕虜として収監され、8月15日に北軍のジョージ・A・マッコール将軍との捕虜交換で釈放された。翌日バックナーは少将に昇進した。

### ペリービルからミシシッピ圏
バックナーはブラクストン・ブラッグ将軍による1862年のケンタッキー州侵攻に加わり、ペリービルの戦いではテネシー軍の師団指揮官として戦った。その後メキシコ湾地区指揮官に配転され、1863年4月までアラバマ州モービルの守備に就いた。テネシー軍に戻るとチカマウガの戦いでは軍団指揮官として戦い、ノックスビル包囲戦ではジェイムズ・ロングストリート将軍配下の師団指揮官となった。1864年春、東テネシー方面軍を指揮したが、かなりの期間をリッチモンドで過ごすことになり、そこで趣味の詩を書いていたので、「詩人のサイモン」と呼ばれるようになった。
1864年8月、バックナーは軍団指揮官としてミシシッピ圏軍に配転された。9月20日には中将に昇進し、エドマンド・カービー・スミス将軍の参謀長になった。

## ジャーナリスト、ケンタッキー州知事および金本位制の守り手
バックナーは南軍が降伏した後、1865年6月9日にルイジアナ州シュリーブポートで釈放された。釈放の条件のために3年間はケンタッキー州に戻れなかったので、ニューオーリンズに住み、「デイリー・クレセント」紙のスタッフとして働いた。1868年に資格ができたのでケンタッキー州に戻りルイビルの「クーリエ｣編集者となって、1887年まで務めた。この期間に多くの元南軍士官と同様、連邦議会にアメリカ合衆国憲法修正第14条に規定される市民権の回復を請願した
1887年、バックナーは民主党員としてケンタッキー州知事に当選し、1891年まで務めた。
1896年のアメリカ合衆国大統領選挙では国民民主党（あるいは「ゴールド民主党」）で副大統領候補の指名を得た。そのときの大統領候補はジョン・M・パーマーであり、北軍の元将軍だった。
民主党の大統領グロバー・クリーブランド政権下で起こった経済不況のために民主党は分裂し、大統領候補にはウィリアム・ジェニングス・ブライアンを指名した。
バックナーはブライアンが要求する「銀の自由鋳造」、すなわち銀の金に対する価値を16対1に設定し、その価値で米ドルに結びつける考えに反対した。この考え方は当時の世界の商品市場で銀と金の価値が約32対1になっていたことに対抗していた。バックナーはブライアンの考え方ではアメリカ経済を滅ぼすと考えた。この現実離れした運動を実行する中で、19世紀の政治運動として古典的自由主義の「最後の抵抗」を試みた。
バックナーや他の国民民主党の創設者は、民主党をトマス・ジェファーソンやグロバー・クリーブランドの言う小さな政府を守る手段と見ており、ブライアンに裏切られたと考えた民主党員を目覚めさせた。党執行委員会はその最初の公式声明で、民主党は、「各個人の能力で、援助も無く、法律で縛られなければ、自分自身の幸福を掴める」と考えていたのであり、その「やりたいことを平和的に追求する権利と機会は、その行動が他人から同じような権利と機会を享受することを奪わなければ、それを保持できる。言論の自由、思想の自由、通商の自由および契約の自由の立場に立ち、それらはすべて民主党の1世紀にわたる鬨の声「個人の自由」で主張されてきた」と宣言した。国民民主党は民主党の通貨膨張論政策と共和党の保護主義を批判した。
パーマーとバックナーは一般投票で得票率1%以上を獲得した。明らかに国民民主党の考えを支持する多くの者は、共和党のマッキンリーが金本位制を支持しそれが選挙に勝つ可能性を広げると認識していたので、マッキンリーに投票した。
バックナーが死んだ時、南軍の准将以上の士官では最後の生き残りになっていた。ケンタッキー州マンフォードビルで死に、フランクフォートのフランクフォート墓地に埋葬されている。
その息子サイモン・B・バックナー・ジュニア（1886年-1945年）は第二次世界大戦の沖縄戦で戦死したアメリカ陸軍の中将である。